# Luzhë
Luzhë – wieś położona w północnej części Albanii w gminie Llugaj. Wieś znajduje się 113 kilometrów od stolicy państwa, Tirany.

## Demografia
Według spisu ludności z 1989 roku we wsi Luzhë mieszkało 693 mieszkańców.